# Vinderup Sogn
Vinderup Sogn er et sogn i Holstebro Provsti (Viborg Stift).
Vinderup Kirke blev indviet som filialkirke til Sahl Kirke i 1906. Vinderup blev så et kirkedistrikt i Sahl Sogn, som hørte til Ginding Herred i Ringkøbing Amt. Ved kommunalreformen i 1970 blev Sahl sognekommune inkl. kirkedistriktet kernen i Vinderup Kommune, der ved strukturreformen i 2007 indgik i Holstebro Kommune.
Da kirkedistrikterne blev afskaffet 1. oktober 2010, blev Vinderup Kirkedistrikt udskilt af Sahl Sogn som det selvstændige Vinderup Sogn.
Stednavne, se Sahl Sogn.